# Casa Llopis Bofill
La Casa Llopis Bofill est un immeuble du quartier de l'Eixample à Barcelone, œuvre de l'architecte Antoni M. Gallissà, il est considéré comme son projet le plus remarquable. Réalisé entre 1902 et 1903, ce bâtiment, de style moderniste, fait aussi référence à l'architecture islamique et constitue un bien culturel d'intérêt local.

## Histoire
Gallissà a bâti ce bâtiment sur commande de Manuel Llopís I Bofill. L'architecte a projeté l'œuvre en 1902, juste un an avant sa mort. Gallissà a montré la perméabilité du modernisme à l'influence des courants esthétiques d'autres époques, ici en incorporant des éléments du style néomauresque comme la brique.
Actuellement, le bâtiment conserve un aspect très semblable au projet original, malgré les travaux de reconstruction à la suite des dégâts subis pendant la Guerre Civile. Les modifications ont comporté, entre autres choses, la perte des revêtements de la façade du dernier étage et de la plupart des vitraux polychromes. Pourtant, le bâtiment continue à montrer beaucoup de détails décoratifs d'intérêt. La grande quantité de matériaux employés, parmi lesquels se détachent le fer, le verre, la céramique, la brique et le stuc, montrent une grande virtuosité de couleurs et de détails.

## Source de traduction
- (ca) Cet article est partiellement ou en totalité issu de l’article de Wikipédia en catalan intitulé « Casa Llopis Bofill » (voir la liste des auteurs).